# 维尔斯霍普
维尔斯霍普是德国石勒苏益格－荷尔斯泰因州的一个市镇。总面积5.15平方公里，总人口162人，其中男性77人，女性85人（2011年12月31日），人口密度31人/平方公里。